# 鳥取市福部循環バス
鳥取市福部循環バス（とっとりしふくべじゅんかんバス）とは、鳥取県鳥取市福部町で運行するコミュニティバス。愛称はらっちゃんバス。
2008年4月1日から運行を開始した。自家用自動車（白ナンバー）による有償運送である。運行は、鳥取市社会福祉協議会福部町総合福祉センターに委託されている。
福部町総合支所を起点とする、一日8便運行されている。

## 概要
- 鳥取市の福部町地域では路線バスが廃止され空白となった地域や廃止が予定されている地域があったため、鳥取市が中心となり、循環バスの設定を行った。
- 運賃は大人200円、小学生・高齢者（70歳以上）・障がい者等は100円、幼児は同乗者1名に対して１人は無料、2人目からは100円
- 定期券　一ヶ月 大人4,600円、障がい者・高齢者2,300円、中・高校生3,500円、小学生2,300円　その他3ヶ月等の設定もある。
- 回数券　1,000円券（200円券の5枚綴り）
- 運休日　土曜日・日曜日・祝日及び年末年始（12月29日 - 1月3日）

　また、鳥取市立福部未来学園の春休み等の長期休業日は朝1便のみ運休となる。

## 沿革
- 2006年10月1日 日本交通の鳥取駅 - 砂丘東口 - 福部 - 岩戸線を廃止し、鳥取駅 - 中央病院 - 砂丘東口 - 岩井温泉線を福部経由に変更。
- 2008年4月1日 日ノ丸自動車の鳥取駅 - 百谷 - 福部 - 左近線を廃止し、鳥取駅 - 百谷 - 百谷公民館線を新設。これに伴い、鳥取市福部循環バスを運行開始。
- 2019年4月1日 自然堂の森の閉鎖に伴い、自然堂の森バス停を廃止[1]。

## 現行路線
- 午前便(4便)
- 福部町総合支所 → 栗谷 →　南田　→  蔵見公民館 → 久志羅 → 左近 → 採石場前 → 八重原 → 高江 → JR福部駅 → 福部町総合支所 → 浪花団地入口 → 細川 → 岩戸口 → （ふれあい会館） → 浪花団地入口 → 福部町総合支所

　2便運行
- 浪花団地入口 → 福部町総合支所 → （JR福部駅） → 蔵見公民館 → 久志羅 → 左近 → 採石場前 → 八重原 → 高江 → JR福部駅 → 福部町総合支所 → 浪花団地入口 → 細川 → 岩戸口 → ふれあい会館 → 浪花団地入口 → 福部町総合支所

　2便運行
- 午後便(4便)
- ふれあい会館 → 浪花団地入口 → 福部町総合支所 → （JR福部駅） → 栗谷 →　南田　 → 蔵見公民館 → 久志羅 → 左近 → 採石場前 → 八重原 → 高江 → JR福部駅 → 福部町総合支所 → 浪花団地入口 → 細川 → 岩戸口 → ふれあい会館 → 浪花団地入口 → 福部町総合支所

　1便運行
- 浪花団地入口 → 福部町総合支所 → （JR福部駅） → 蔵見公民館 → 久志羅 → 左近 → 採石場前 → 八重原 → 高江 → JR福部駅 → 福部町総合支所 → 浪花団地入口 → 細川 → 岩戸口 → ふれあい会館 → 浪花団地入口 → 福部町総合支所

　2便運行
- ふれあい会館 → 浪花団地入口 → 福部町総合支所 → （JR福部駅） → 栗谷 →　南田　 → 蔵見公民館 → 久志羅 → 左近 → 採石場前 → 八重原 → 高江  → 福部町総合支所

　1便運行

以前は福部町外の百谷に乗り入れ、日ノ丸自動車の百谷線（鳥取駅 - 百谷 - 百谷公民館）と相互接続を行っていたが、現在は取りやめとなっている。